# ワールド・エアウェイズ
ワールド・エアウェイズ (World Airways) とは、アメリカ合衆国のジョージア州、ピーチトゥリーに本社を置く航空会社であった。
定期旅客便と同時に、不定期旅客便も運航していた。
燃料費高騰などを理由に2014年3月27日付で経営破綻となり一旦は消滅したが、同社向け投資会社の発表では長距離LCC会社となって再出発する事になっている

## コードデータ
- IATA航空会社コード(2文字レター)：WO
- ICAO航空会社コード(3文字レター)：WOA
- コールサイン：WORLD

## 歴史
ワールド・エアウェイズは、1948年に、ベンジャミン・ペッパーとエドワード・デイリーによって設立された。彼らは5万ドルでDC-4を保有し、運航を開始した。
その後、DC-6とロッキード コンステレーションを新たに保有した。1960年代になると、他の航空会社と同様、ボーイング707やボーイング727という大型ジェット旅客機を保有し、不定期旅客便を多く運航する。727は貨客両用型の100C型を保有し、1969年から1971年にかけて日本航空にリースしていた。
ベトナム戦争が開戦すると、ワールド・エアウェイズは、軍事輸送などを手がけ、多くの軍事輸送を行う。

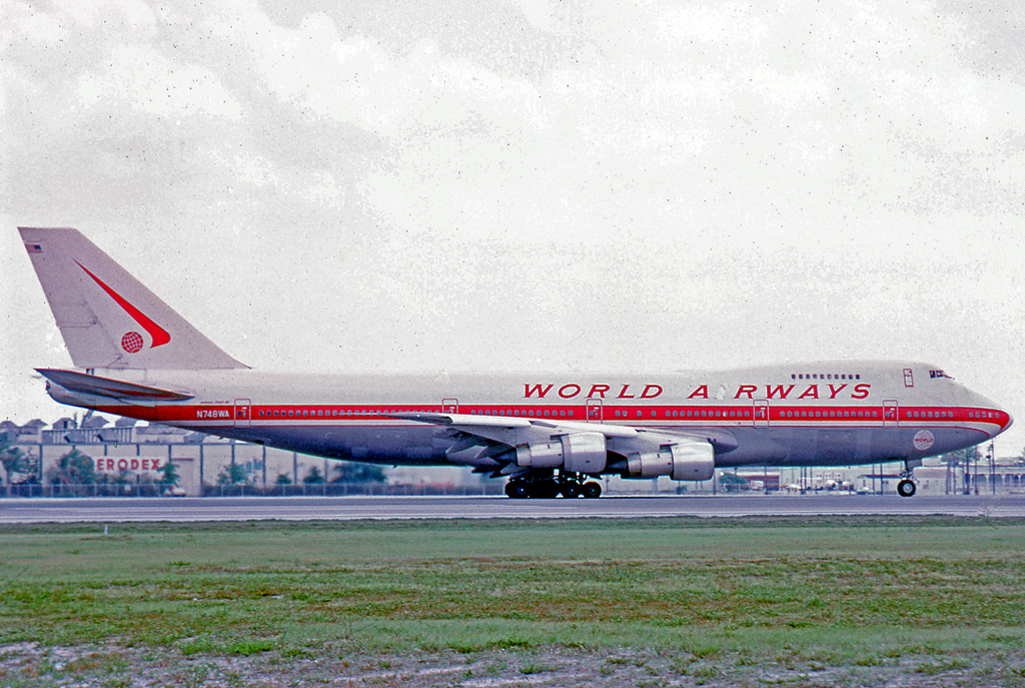
ボーイング747-273C （旧塗装）

1970年代には、新たに3機のボーイング747を保有する。この747-200Cのローンチカスタマーで、旅客・貨物転換(または混載)できるコンバーチブル型を意味する200Cであった。ただ、転換に時間がかかる事が災いして生産機数も少なかった。このため同社ではこれ以上の増加も見込めなかった。1980年代に、また新たにDC-10を保有し、定期旅客便の運航を試すが、客不足やローガン国際空港での大破事故(ワールド・エアウェイズ30H便大破事故)などが発生し、定期旅客便の多くは失敗に終わる。結果的には747-200Cを全て売却し、他社などで使用していたボーイングDC-10およびボーイングMD-11で統一してきた。

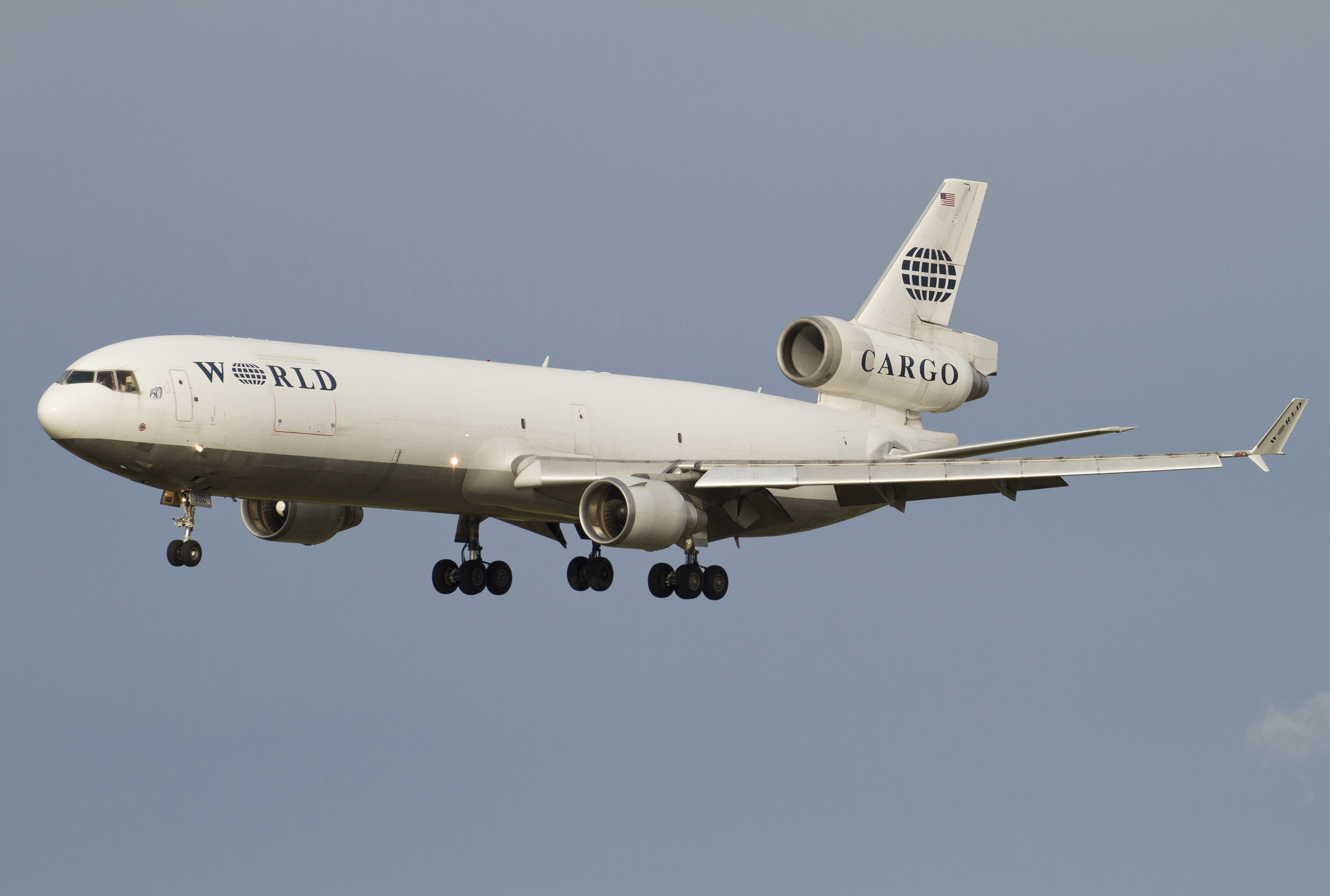
MD-11

湾岸戦争が開戦すると、ワールド・エアウェイズは再び軍事輸送を開始し、MD-11を新たに保有する。

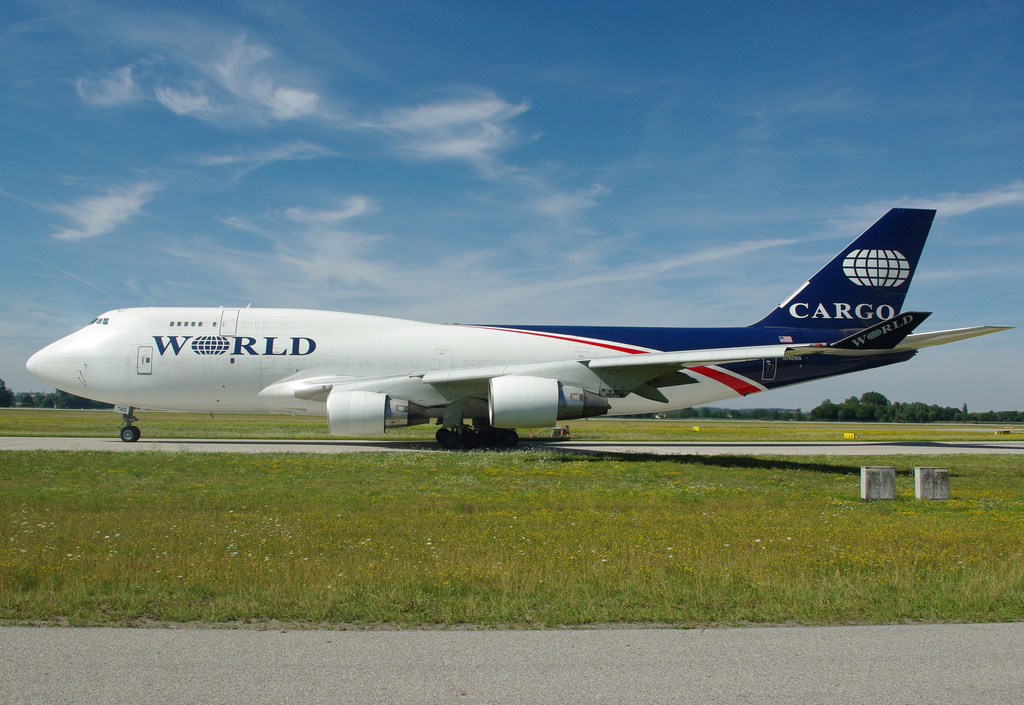
A World Airways ボーイング747-400BDSF

ジェット化の実現から運行停止まではDC-10とMD-11という3発エンジンとボーイング747-400BDSFの4発エンジン.ワイド・ボディ機での機材構成で、不定期旅客便と同時に多くの軍事輸送もおこなっていた。
2014年の運航停止時点では、欧米で捻出したボーイングMD-11と747-400BDSFを所有してきたが軍事輸送から787ドリームライナーを取りそろえたLCCへ転換した例は極めて珍しい。LCC転換後は、ロサンゼルス・マイアミからアジア・中南米などへの路線で再開させる予定。

## 保有機材

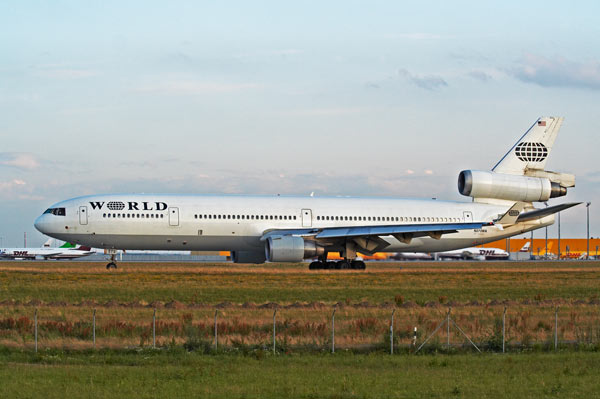
MD-11

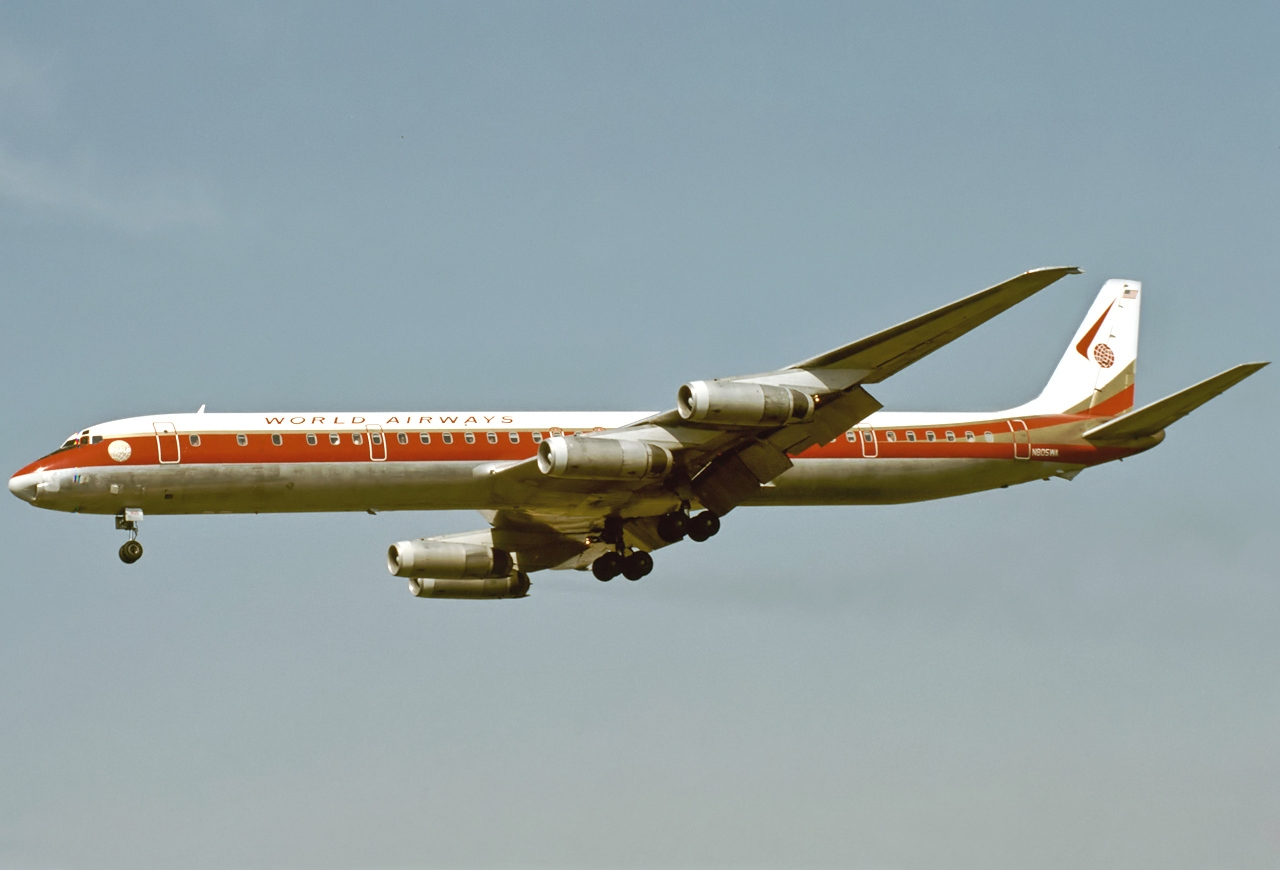
DC-8

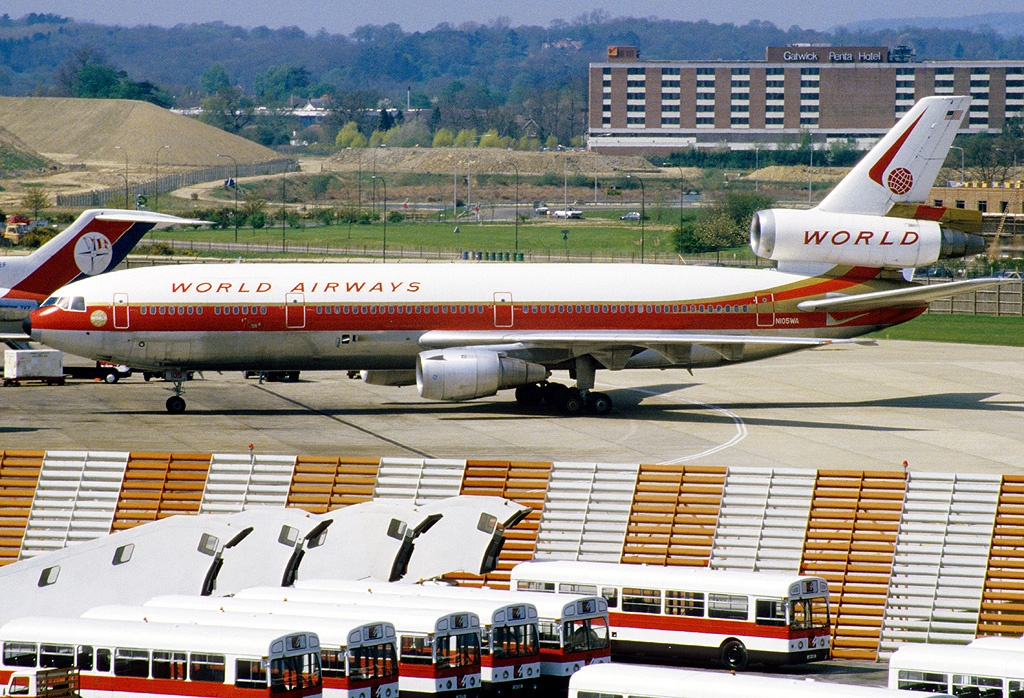
DC-10

ボーイング製航空機の顧客番号（カスタマーコード）は73で、正式な型式名は727-173C、747-273Cとなる。
| 機種                        | 保有数 | 座席数 (ビジネス/エコノミー) |
| --------------------------- | ------ | ---------------------------- |
| ボーイング747-400           | 2      | Cargo                        |
| マクドネル・ダグラス DC-10  | 3      | 291 (0/291) 318 (0/318)      |
| マクドネル・ダグラス MD-11  | 6      | 323 (27/296) 400 (0/400)     |
| マクドネル・ダグラス MD-11F | 9      | Cargo                        |

## 航空事故
- ワールド・エアウェイズ30H便大破事故 (1982年1月23日)